# Moritz von Hundelshausen
Moritz Rudolf Ferdinand Heinrich von Hundelshausen (* 31. Mai 1856 in Kassel; † 1. September 1934 in Wiesbaden) war ein deutscher Verwaltungsjurist und Landrat des Kreises Pyrmont.

## Familie
Moritz von Hundelshausen war ein Sohn des kurhessischen Rittmeisters und Landesdirektors in Kurhessen Eduard von Hundelshausen und dessen erster Frau Sophie, geb. von Eschwege. Er heiratete 1896 Marie von Karastojanovitch-Bauduin, eine Tochter des Dominik Bouduin und der Constantine, geb. de Harrigny-Brouwer.

## Leben
Nach dem Besuch der Klosterschulen zu Donndorf und Ilfeld und der Reifeprüfung (1878) studierte Hundelshausen Jura an der Eberhard Karls Universität Tübingen, wo er Mitglied des Corps Suevia wurde. Im März 1883 legte er das Referendarexamen ab. Im Oktober 1885 trat er zur Verwaltung über. 1890 bestand er das Assessorexamen. Seine erste Anstellung erhielt er als stellvertretender Landrat in Landsberg an der Warthe. Im April 1890 wurde er Stellvertreter des Polizeipräsidenten in Hanover. Von 1893 bis 1908 war er waldeckischer Landrat des Kreises Pyrmont und Kurdirektor in Bad Pyrmont. 1908 wurde er Domänendezernent bei der Regierung in Wiesbaden, 1921 juristischer Hilfsarbeiter beim dortigen Landeskirchenamt. 1926 trat er in den Ruhestand.